# 122632 Riccioli
122632 Riccioli este o planetă minoră (asteroid) din centura de asteroizi. A fost descoperită pe 5 septembrie 2000 la osservatorio astronomico di Monte Agliale⁠(d) de Sauro Donati⁠(d) și a fost numită după Giovanni Battista Riccioli. 
Obiectul prezintă o orbită caracterizată de o semiaxă mare de 2,5882307866572 UAi, o excentricitate de 0,19001332591363, o înclinație de 10,137510349394 ° în raport cu ecliptica.